# 류드밀라 솁초바
류드밀라 이바노브나 솁초바(러시아어: Людми́ла Ива́новна Шевцо́ва, 1934년 11월 26일 ~ )는 주로 800m 경기에 참가한 소련의 육상 선수이다.
크라스노다르 지방의 타만반도에서 태어난 그녀는 1960년 7월 3일 이 종목에서 2분 4.3초의 세계 기록을 세웠다. 2달 후, 로마 올림픽에서 800m 금메달을 획득하는 데 이 시간을 동일하게 하였다. 2명의 오스트레일리아 선수들이었던 브렌다 존스와 딕시 윌리스가 경주를 이끌고 있었다. 50~70m가 남으면서 월리스는 커브를 밟고 물러나면서 솁초바가 존스에게 도달하며 마지막 미터에서 우승을 거두었다.
1954년 솁초바는 국내 대회에서 800m 2위를 하고, 유럽 선수권에서 3위를 하였다. 1962년 유럽 선수권에서는 결승전 진출에 실패하였다. 자신의 경력 동안에 그녀는 9개의 국내 타이틀을 우승하였다 - 400m(1955), 800m(1955~56, 1959, 1961~62)와 크로스컨트리(1960~62, 1964). 은퇴 후, 우크라이나 키예프에서 육상 코치를 맡았다. 1960년 노동의 붉은 깃발 훈장이 수여되었다.